# Allen Milner
Allen Beverly Milner (* 1. Februar 1896 in Lafayette; † 11. März 1938 in Levallois-Perret, Frankreich) war ein US-amerikanischer Fechter.

## Karriere
Milner nahm 1924 erstmals an Olympischen Spielen teil. In Paris erreichte er sowohl im Degeneinzel als auch mit der US-amerikanischen Degenmannschaft das Halbfinale. Zudem war er dort auch als Kampfrichter im Einsatz. Vier Jahre später trat er erneut bei den Spielen 1928 an. In Amsterdam belegte er im Einzel den neunten Platz, mit der Mannschaft erreichte er Rang fünf.
Nach seiner sportlichen Karriere war Milner als Arzt tätig.